# Villanueva del Ariscal
Villanueva del Ariscal é um município da Espanha, na província de Sevilha, comunidade autónoma da Andaluzia. Tem 4,70 km² de área e em 2021 tinha 6 673 habitantes (densidade: 1 419,8 hab./km²). Pertence à comarca de Aljarafe, e limita com os municípios de Sanlúcar la Mayor, Espartinas e Sanlúcar la Mayor.